# Uwa (Népal)
Pour les articles homonymes, voir Uwa.
Uwa (en népalais : उवा) est un comité de développement villageois du Népal situé dans le district de Rolpa. Au recensement de 2011, il comptait 3 970 habitants.